# Blepephaeus luteofasciatus
Blepephaeus luteofasciatus là một loài bọ cánh cứng trong họ Cerambycidae.